# Evanston (Illinois)
Evanston é uma cidade localizada no estado americano de Illinois, no Condado de Cook, às margens do Lago Michigan. A cidade foi incorporada em 1872. Evanston se destaca por ser a sede do campus principal da prestigiosa Universidade Northwestern.

## Demografia
Segundo o censo americano de 2000, a sua população era de 74.239 habitantes.
Em 2006, foi estimada uma população de 75.543, um aumento de 1304 (1.8%).

## Geografia
De acordo com o United States Census Bureau tem uma área de 20,2 km², dos quais 20,1 km² cobertos por terra e 0,1 km² cobertos por água. Evanston localiza-se a aproximadamente 187 m acima do nível do mar.

## Apelidos
No início do século 20 Evanston foi chamado de "A Cidade das Igrejas". A cidade ficou conhecida por sua arquitetura e belas casas à beira do lago. Evanston continuou a crescer e permanecer independente de Chicago. A fronteira leste da vila adjacente de Skokie, que se enquadra nas escolas do município de Evanston e no CEP 60203, é chamada de "Skevanston", uma junção de ambos os nomes.

## Localidades na vizinhança
O diagrama seguinte representa as localidades num raio de 8 km ao redor de Evanston.